# Якутино (Бабаевский район)
Якутино — деревня в Бабаевском районе Вологодской области.
Входит в состав Вепсского национального сельского поселения (с 1 января 2006 года по 13 апреля 2009 года входила в Комоневское сельское поселение), с точки зрения административно-территориального деления — в Комоневский сельсовет.
Расстояние до районного центра Бабаево по автодороге — 107 км, до центра муниципального образования деревни Тимошино  по прямой — 15 км. Ближайшие населённые пункты — Конец, Ракуново, Стунино.
По переписи 2002 года население — 20 человек (11 мужчин, 9 женщин). Всё население — русские.